# Rubus dollnensis
Rubus dollnensis — вид квіткових рослин з родини трояндових (Rosaceae). Ареал: Австрія, Чехія, Німеччина, Польща.
Зустрічається переважно в південно-західній Польщі, часто росте в лісах, на узліссях і в придорожніх заростях.